# Parentia tricolor
Parentia tricolor är en tvåvingeart som först beskrevs av Walker 1835.  Parentia tricolor ingår i släktet Parentia och familjen styltflugor. Inga underarter finns listade i Catalogue of Life.